# Rozsdás rövidszárnyúrigó
A rozsdás rövidszárnyúrigó (Brachypteryx hyperythra) a madarak (Aves) osztályának a verébalakúak (Passeriformes) rendjébe, ezen belül a légykapófélék (Muscicapidae) családjába tartozó faj.

## Rendszerezése
A fajt Thomas C. Jerdon és Edward Blyth írták le 1861-ben.

## Előfordulása
India, Kína és Mianmar területén honos. Természetes élőhelyei a szubtrópusi vagy trópusi hegyi esőerdők, mangroveerdők és magaslati cserjések. Állandó, nem vonuló faj.

## Megjelenése
Testhossza 13 centiméter.

## Életmódja
Rovarokkal táplálkozik.

## Természetvédelmi helyzete
Az elterjedési területe nem nagy és erősen széttöredezett, egyedszáma 15 000 alatti és csökken. A Természetvédelmi Világszövetség Vörös listáján mérsékelten fenyegetett fajként szerepel.